# حي الجلاء (عدن)
حي الجلاء هو أحد أحياء مديرية خور مكسر في محافظة عدن اليمنية. يبلغ تعداد سكانه 8350 نسمة حسب التعداد السكاني في اليمن لعام 2004.